# Віча (Румунія)
Віча (рум. Vicea) — село у повіті Марамуреш в Румунії. Адміністративно підпорядковане місту Улмень.
Село розташоване на відстані 401 км на північний захід від Бухареста, 35 км на південний захід від Бая-Маре, 79 км на північ від Клуж-Напоки.

## Населення
За даними перепису населення 2002 року у селі проживали 377 осіб, з них 374 особи (99,2%) румунів. Рідною мовою 374 особи (99,2%) назвали румунську.